# Rosław
Rosław – słowiańskie imię męskie, będące formą skróconą imienia Rościsław lub Rodsław.
Forma żeńska: Rosława
Rosław imieniny obchodzi 17 stycznia.
Znani ludzie noszący imię Rosław:
- Rosław Szaybo – polski plakacista

Zobacz też:
- Rosławowice